# Bătălia de la Hotin (1509)
Bătălia de la Hotin din 1509 a avut loc pe 4 octombrie 1509 între oastea Moldovei, și cea poloneză condusă de hatmanul Mikołaj Kamieniecki. Aceasta sa încheiat cu victoria polonezilor și a fost ultima bătălie a războiului moldoveano-polon, început în 1502 și încheiat prin tratatul de pace de la Camenița de pe 22 ianuarie 1510.

## Context
Războiul a început după ce Ștefan cel Mare în septembrie 1502, a folosit tulburările interne ale Coroanei poloneze, invazia tătară și asediul Smolenskului de către moscoviți, pentru a aborda din nou problema Pocuției, în care a încurajat populația ortodoxă și o parte a nobilimii moldovene și rutene. 
În 1504, după moartea lui Ștefan la tron a urcat fiul său Bogdan al III-lea. El a cerut mâna Elisabetei, sora regelui Alexandru al Poloniei, căruia îi dăruise și două cetăți, și fiind refuzat de două ori, Bogdan pustiește sudul Poloniei. În cele din urmă se convine asupra căsătoriei cu unele promisiuni favorabile în ceea ce privește catolicismul în Moldova (1506). Curând după aceea, regele Poloniei moare, iar succesorul acestuia nu mai aprobă căsătoria, ceea ce provoacă o serie de devastări reciproce.
După o invazie fără de succes în 1505, Bogdan pregătește alta în iunie 1509, în urma căreia cucerește Pocuția, Rutenia Roșie și Podolia. În timp ce moldovenii cucereau sudul Poloniei, polonezii, cca. 20.000 de soldați (miliție, cavalerie, mercenari), sub comanda hatmanului Kamieniecki invadează Moldova cu intenția de cuceri capitala, Suceava. După un asediu indecis timp de trei săptămâni, lehii decid să se retragă prin Bucovina de est. De-a lungul Nistrului, în imediata apropiere a Hotinului, moldovenii i-au așteptat pe polonezi, aici dându-se lupta generală.

## Desfășurare
Bătălia a început atunci când o parte armatei poloneze a forțat râul, începând să-l traverseze cavaleria și mercenarii. În acest moment, armata moldoveană a atacat. Bătălia a avut loc la nord-vest, de cetate, pe o pantă abruptă. Polonezii însă n-au cedat și s-au aliniat pentru luptă. În timpul luptei cavaleria poloneză a părăsit lupta, înconjurând din vest dealurile învecinate, de după care moldovenii cel mai puțin se așteptau să fie atacați, și i-a lovit din spate. Acest lucru a dus la retragerea în dezordine a trupelor. În timpul urmăririi au fost luați în captivitate mai mulți dregători moldoveni, iar cincizeci dintre ei uciși.

## Urmări
La 22 ianuarie 1510 la Camenița a fost semnat tratatul de pace, prin care Bogdan în cele din urmă a renunțat la pretențiile asupra Pocuției și planurile de căsătorie cu Elisabeta Jagiello, în schimbul unor avantaje politico-economice. O parte din acest război moldoveano-polon, dintre anii 1504 - 1510, sa numit războiul "pețitorilor sângeroși".